# Wilhelm von Busch
Johann Wilhelm Emil von Busch (* 15. Februar 1868 in Blexen; † 27. April 1940 in Oldenburg) war ein deutscher kunstinteressierter Chefredakteur.

## Ausbildung und Leben
Der Sohn des Zollbeamten Eilert von Busch (* 1836) besuchte die höhere Bürgerschule in Blexen und anschließend das Evangelische Lehrerseminar Oldenburg (1882–1886). Nach Abschluss seiner Ausbildung unterrichtete er an den Schulen in Deichhausen, Varel, Neuenwege und Edewecht. Er kam 1888 an die Stadtknabenschule in Oldenburg und wurde 1894 Lehrer an der Cäcilienschule. 
Wilhelm von Busch war zweimal verheiratet. Am 1. Juni 1895 heiratete er Betty Katharine Begemann (1870–1934) und nach ihrem Tod schloss er am 11. Oktober 1935 eine zweite Ehe mit Gertrud Anne Johanne Ficke (1893–1968). Der aus der ersten Ehe stammende Sohn Rudolf (1900–1956) wurde Rechtsanwalt und war 1946 Mitglied des Oldenburgischen Landtags.

## Journalistische Arbeit
Die Unterrichtstätigkeit konnte den begabten und ehrgeizigen Wilhelm von Busch auf die Dauer nicht befriedigen. So wurde er nebenberuflicher Mitarbeiter des Feuilletons der „Nachrichten für Stadt und Land“, deren Herausgeber Oskar Scharf (1863–1937) schon bald auf ihn aufmerksam wurde und ihn förderte. 1897 entschloss sich Wilhelm von Busch, den Lehrerberuf aufzugeben und Journalist zu werden. Im Frühjahr 1898 verließ er den Schuldienst und übernahm nach einer einjährigen Volontärzeit bei Berliner Zeitungen die Lokalredaktion der „Nachrichten für Stadt und Land“. 1904 wurde er Chefredakteur des Blattes, das er bis 1933 leitete und in dieser Zeit entscheidend prägte. 
Aufgrund seiner beruflichen Position und seiner weitgespannten Interessen sicherte sich Wilhelm von Busch eine Schlüsselposition im kulturellen Leben der Stadt und auch des Landes. Er spielte eine wichtige Rolle in der nach der Jahrhundertwende aufblühenden Heimatbewegung und gehörte 1913 zu den Herausgebern des repräsentativen Sammelwerks zur „Heimatkunde des Großherzogtums Oldenburg“. 1913 war es durch Vermittlung von Wilhelm von Busch in der Kunsthandlung Oncken in Oldenburg zu Otto Pankoks erster Kollektivausstellung gekommen. Otto Pankok arbeitete in diesem Jahr in der Künstlerkolonie Dötlingen und bediente von hier aus alle Ausstellungen in Oldenburg.

## Mitgliedschaften
Als Mitglied der provisorischen Theaterleitung war er nach 1918 maßgeblich beteiligt an der Rettung des Theaters und seiner Übernahme in städtischer Trägerschaft. Er war u. a. Vorsitzender der Vereinigung ostfriesisch-oldenburgischer Schriftsteller, Mitbegründer und Vorstandsmitglied der „Literarischen Vereinigung“ sowie Vorstandsmitglied des Oldenburger Kunstvereins. Daneben gehörte er mehrere Jahre dem Oldenburger Stadtrat an.